# Veronikas svetteduk

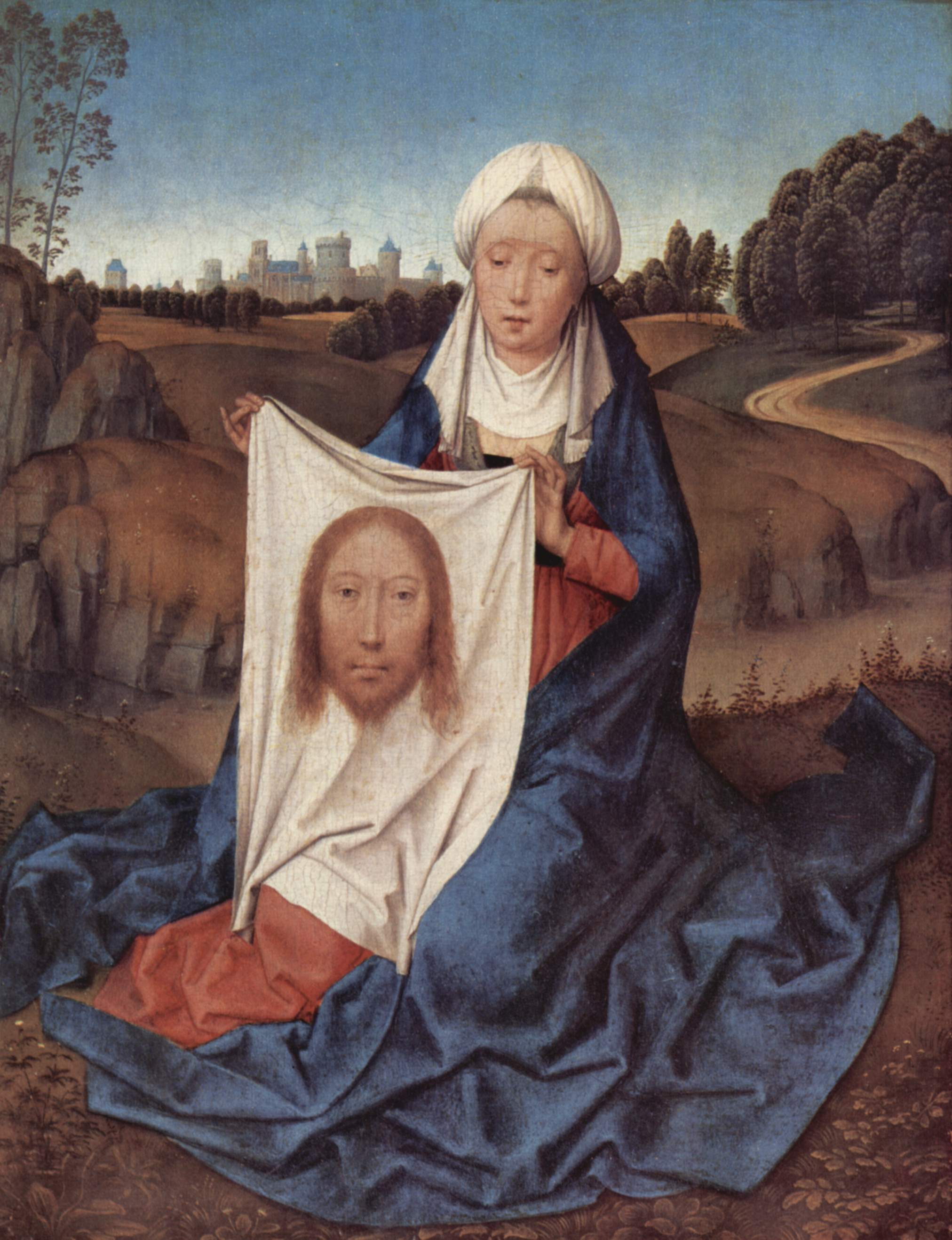
Målningen Veronika med svetteduken av Hans Memlings från omkring år 1470.

Veronikas svetteduk är en av kristendomens mest kända reliker. Det är den duk som Veronika enligt legenden torkade Jesu ansikte med när han bar korset på Via Dolorosa på väg till Golgata. Veronika och hennes svetteduk är inte direkt omnämnda i evangelierna och legenden blev allmänt känd under medeltiden. Det finns flera dukar som uppges vara Veronikas originalduk. Den mest kända förvaras i Peterskyrkan i Rom. 

## Inom konsten
Veronika och svetteduken är ett vanligt motiv inom konsten.

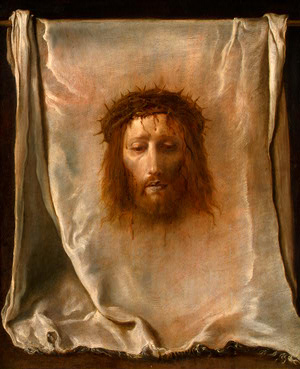
Veronikas Svetteduk av Domenico Fetti.
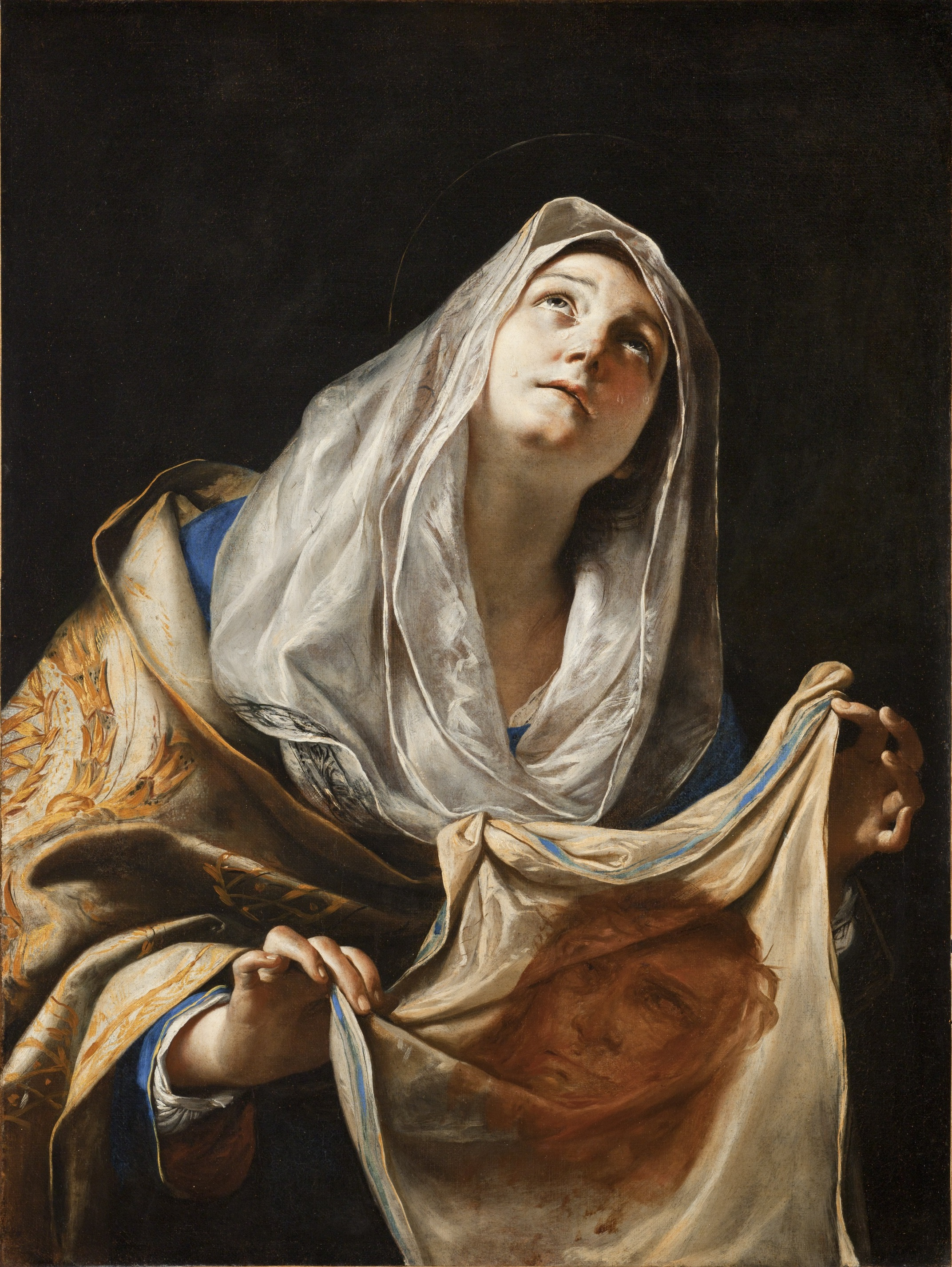
Santa Veronica con il velo av Mattia Preti.
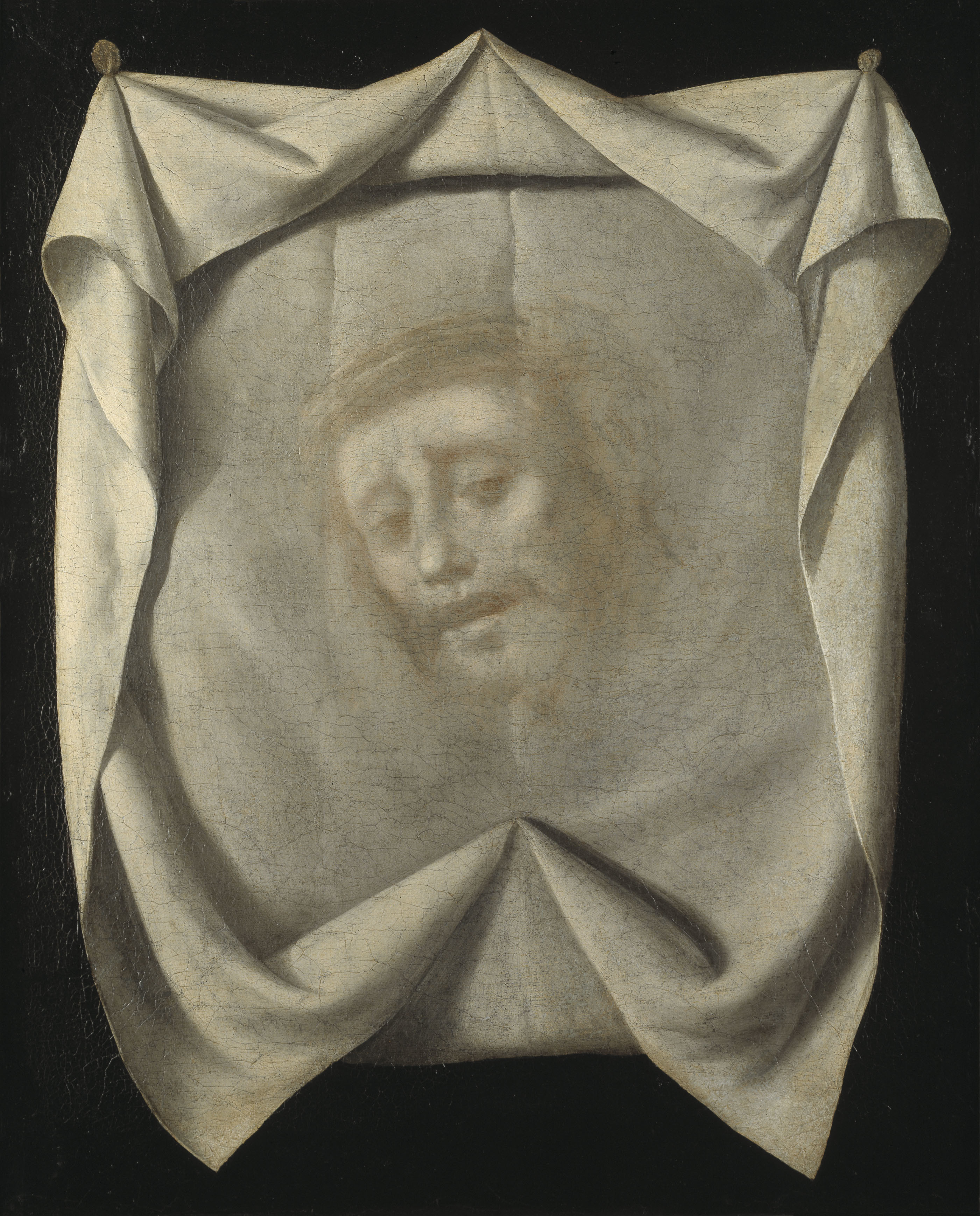
Veronikas svetteduk från 1630-talet av Francisco de Zurbarán. Nationalmuseum.
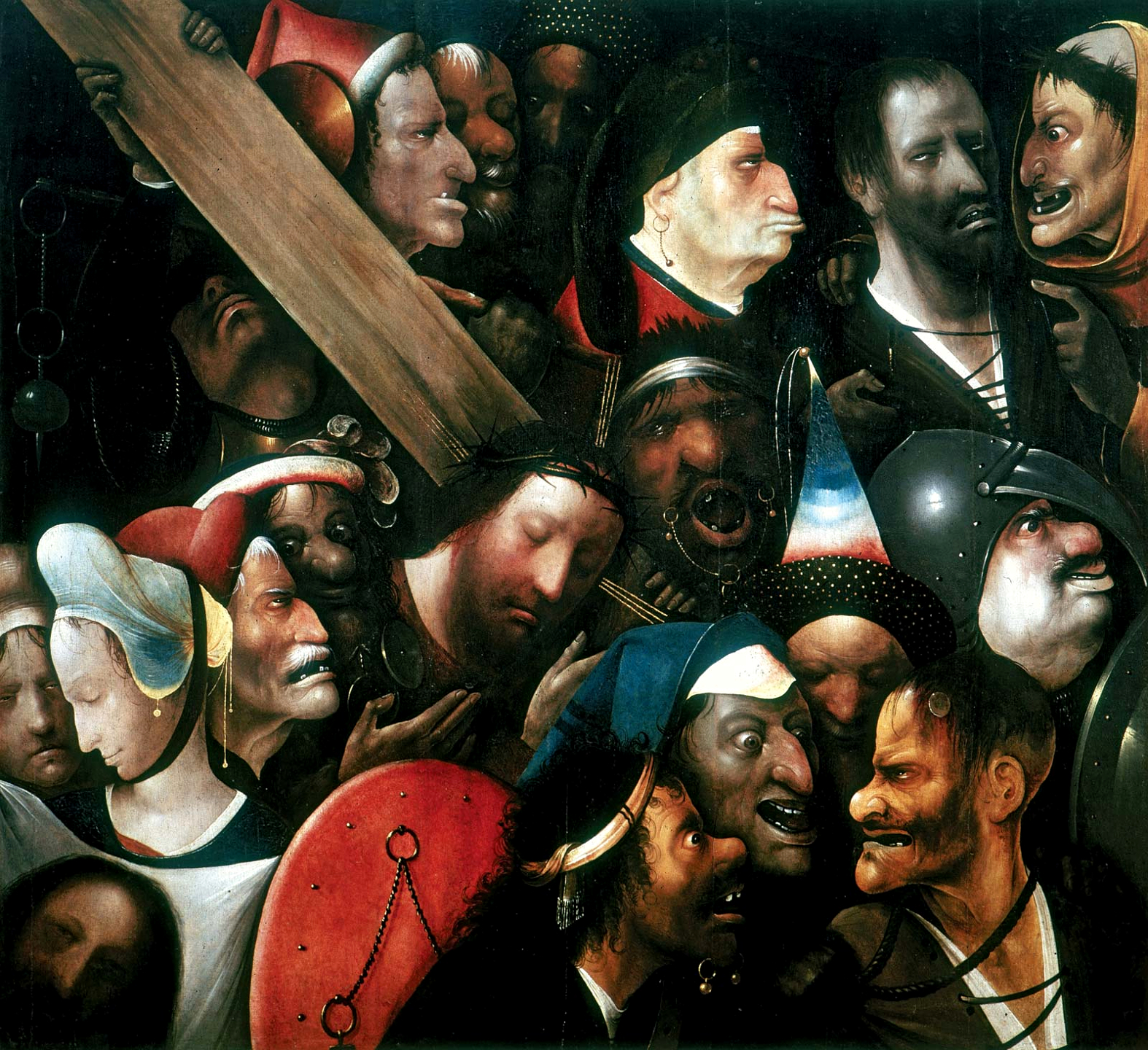
Kristus bär korset av Hieronymus Bosch.
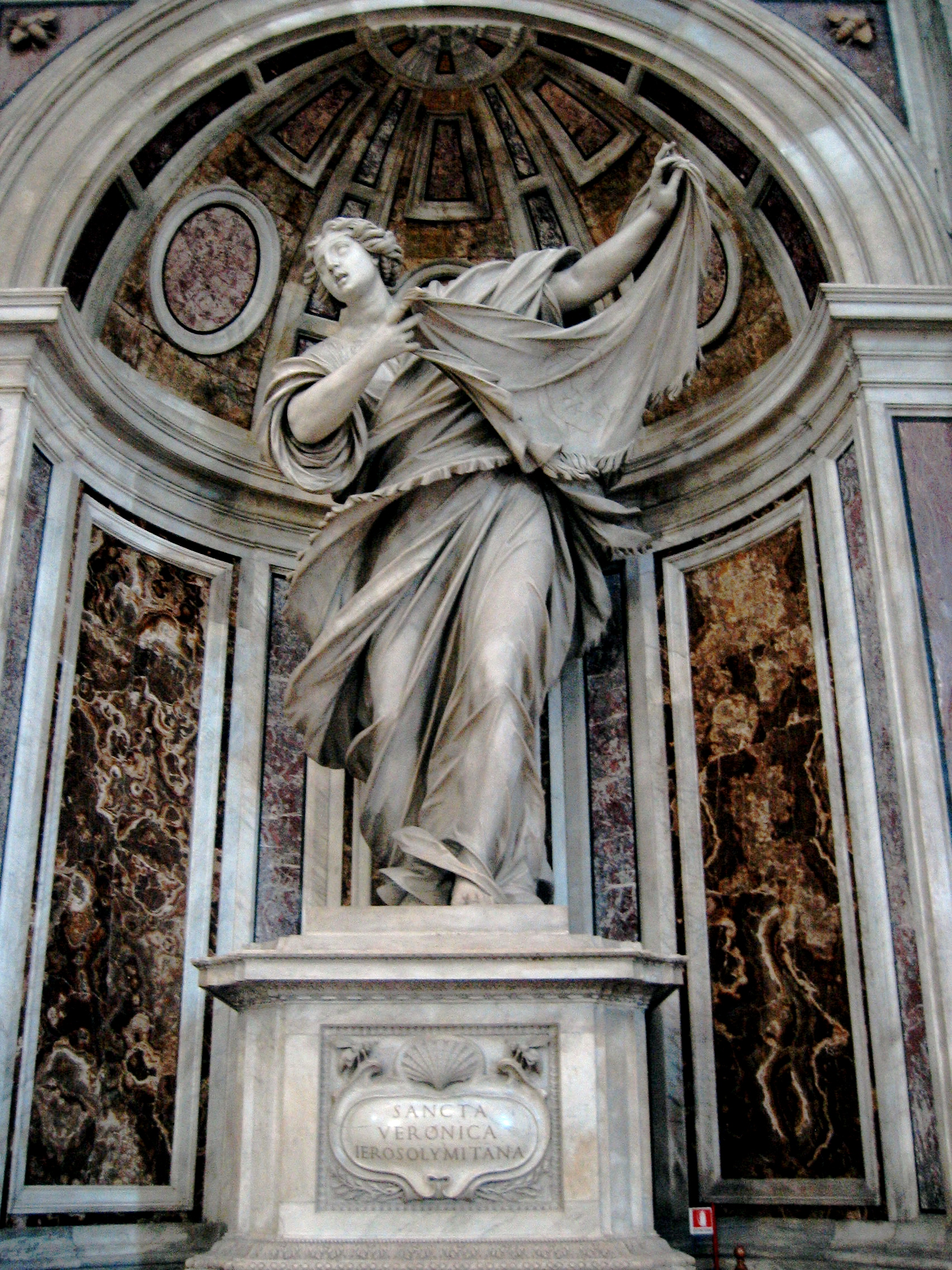
Veronika och svetteduken placerad i Peterskyrkan.